# Никола Легроталие
Никола Легроталие е италиански централен защитник. Той е част от отбора на Катаня.